# 迪亞沃洛迪滕達峰

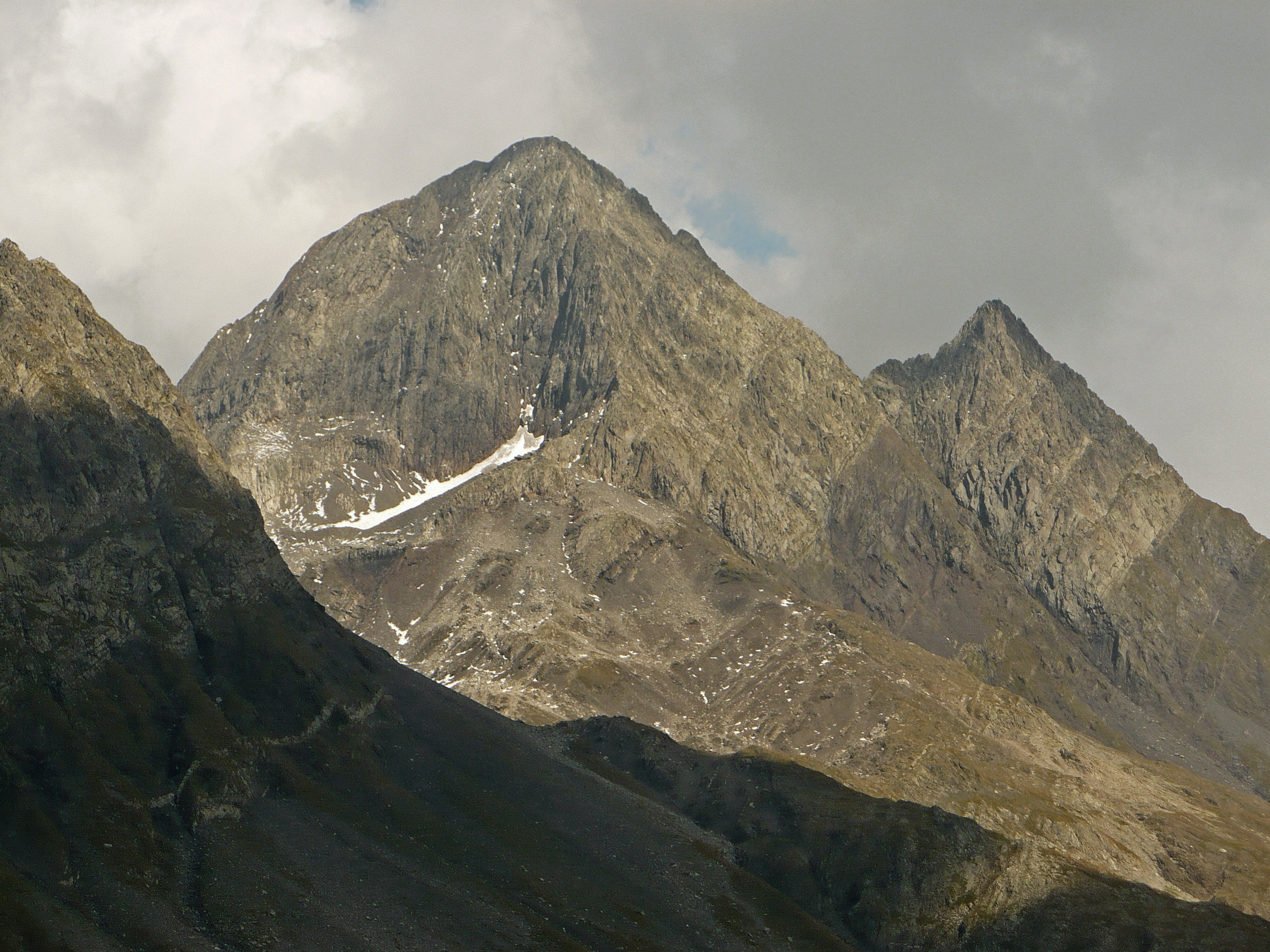

46°02′43″N 9°54′29″E / 46.04528°N 9.90806°E
迪亞沃洛迪滕達峰（義大利語：Pizzo del Diavolo di Tenda），是意大利的山峰，位於該國北部，由倫巴底大區負責管轄，屬於貝爾加莫阿爾卑斯山脈的一部分，海拔高度2,914米，每年平均降雨量1,675毫米。